# ディスカバラー1号
ディスカバラー1号（Discoverer 1）はアメリカ合衆国の人工衛星。コロナ偵察衛星計画における最初の衛星で、1959年2月28日1時49分（PST）にカリフォルニア州のヴァンデンバーグ空軍基地からソー・アジェナロケットによって打ち上げられた。
コロナ計画の偵察衛星であるKHシリーズ（Key Hole、鍵穴の意）の最初のタイプである、KH-1型のプロトタイプであったが、カメラやフィルムカプセルはどちらも搭載していなかった。
ディスカバラー1号は南極に向けて打ち上げられ、極軌道に投入しようとされた最初の人工衛星であるが、成功しなかった。後に機密解除となった中央情報局(CIA)の報告書では「今日ではほとんどの人間が、ディスカバラー1号は南極近くの何処かに落下したと信じている」と断定されていた。